# Chioggia-Krieg
Der Chioggia-Krieg, auch Vierter genuesisch-venezianischer Krieg genannt, war eine militärische Auseinandersetzung zwischen den Republiken Genua und Venedig um die Vorherrschaft im Mittelmeer. Er fand zwischen 1378 und 1381 hauptsächlich in der Nähe der heutigen Stadt Chioggia statt.

## Hintergrund
Im Mittelalter entstanden in Italien und Dalmatien die sogenannten „Seerepubliken“ (“repubbliche marinare”) Republik Venedig, Republik Genua, Republik Pisa, Herzogtum Amalfi, Republik Ancona, Republik Ragusa, Herzogtum Gaeta und die kleine Republik Noli. Zunächst bekämpften sie, manchmal auch gemeinsam, die Sarazenen, die Mauren und andere muslimische Völker, die im Mittelalter das Mittelmeer und insbesondere auch die Küsten Italiens unsicher machten. Sie nahmen an den Kreuzzügen teil und bauten nach und nach ein dichtes Netz von Handelsniederlassungen im gesamten Mittelmeerraum auf, wodurch sie zu großem Reichtum kamen und jeweils zu verschiedenen Zeiten das Mittelmeer beherrschten. Da sie vor allem wirtschaftlich, aber auch militärisch in ein und demselben Raum operierten, entwickelte sich sehr bald ein starkes Konkurrenzverhältnis zwischen den vier Republiken. Die teils heftigen Spannungen entluden sich wiederholt in blutigen Kriegen.
Nachdem Genua seinen Rivalen Pisa 1284 in der Seeschlacht bei Meloria ausgeschaltet hatte, konnte es sich zunächst mehr oder weniger ungehindert im Mittelmeer entfalten. Venezianische Versuche, es mit dem zunächst stärkeren Konkurrenten aus Ligurien aufzunehmen, scheiterten bereits 1298 in der Seeschlacht bei Curzola. Auch im 14. Jahrhundert schien Venedig nicht in der Lage, Genua Paroli zu bieten, obwohl dieses durch schwere innere Verfassungskämpfe geschwächt wurde, während die Republik Venedig schon ein sehr stabiles Regierungssystem herausgebildet hatte. Die Genuesen hielten sich für so überlegen, dass sie 1379 den Kampf gegen den Rivalen, wie schon vor Curzola, vor dessen Haustür ausfechten wollten.

## Verlauf des Krieges
Auf See errangen die Venezianer am 10. Mai 1378 einen Erfolg bei Anzio, doch ein Jahr danach unterlag Vettor Pisani den Genuesen in der Seeschlacht bei Pola. Die Genuesen hatten die Absicht, den Venezianern nicht nur eine Niederlage auf See beizubringen, sondern sie auch vom Land her anzugreifen. Sie wählten für ihre Invasion die am südlichen Ende der venezianischen Lagune gelegene Stadt Chioggia, von wo aus eine Blockade gegen Venedig organisiert werden sollte. Chioggia wurde von der Land- und der Seeseite belagert. Im August eroberten die Genuesen den Hafen, dann den Ort Sottomarina, den sie niederbrannten. Nach der Eroberung der kleinen Insel San Domenico konnten sie in das Zentrum der Stadt eindringen, wo es überall zu Häuserkämpfen mit blanken Waffen kam. Dabei sollen 3.500 Menschen getötet und mehrere tausend weitere verletzt worden sein. Doch die Venezianer unter Admiral Pisani eroberten die Stadt nach monatelanger Belagerung am 24. Juni 1380 zurück. In der Folge des gewonnenen Krieges an Land konnte die genuesische Flotte später auch aus der Adria vertrieben werden.

## Folgen

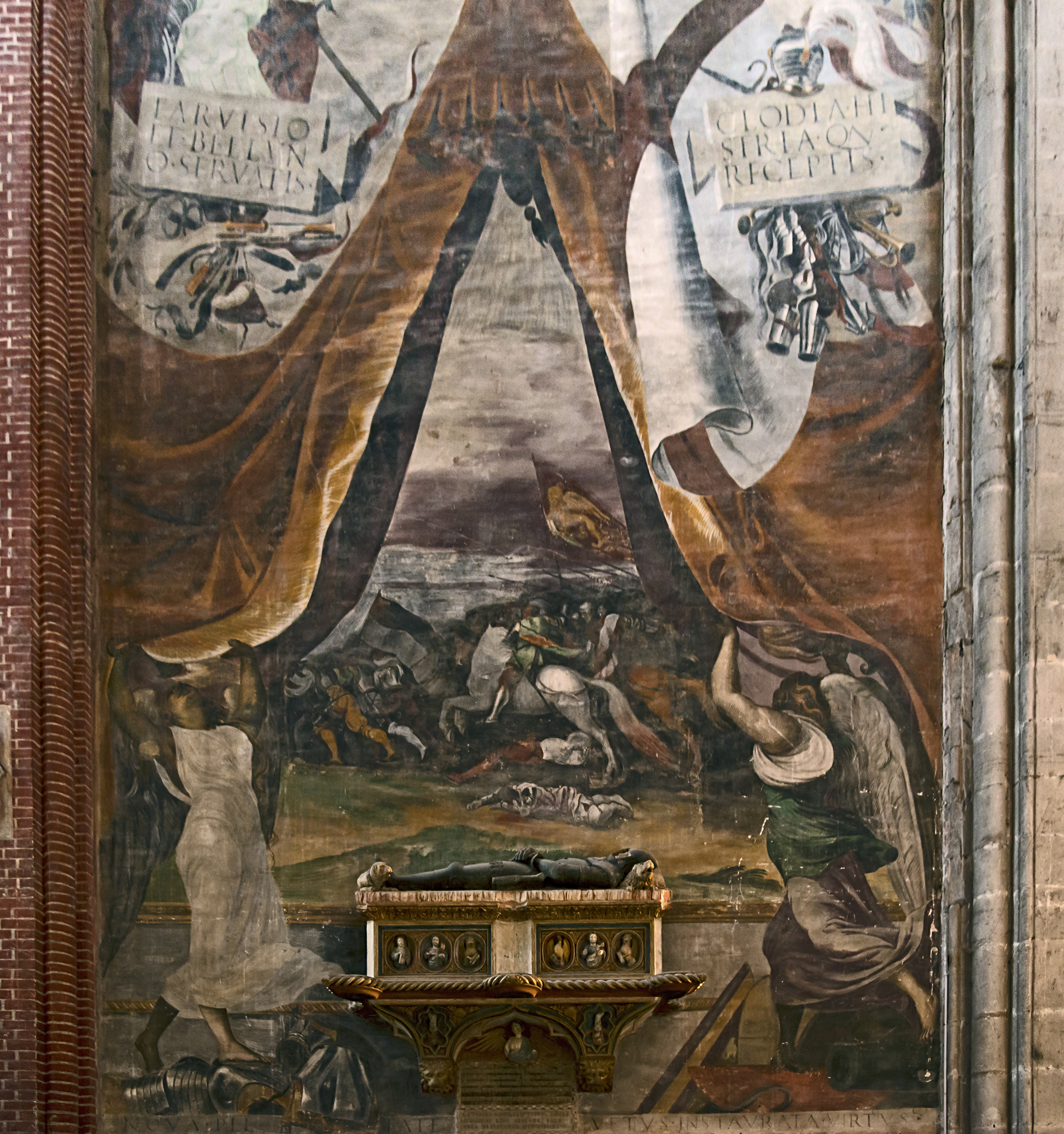
Schlacht von Chioggia – Fresko, Lorenzino Titian

Auf Vermittlung von Graf Amadeus VI. von Savoyen kam es 1381 zum Friedensvertrag von Turin. Genua schied zwar nicht vollständig aus dem Konzert der Seerepubliken aus, wie es schon Amalfi 1137 und Pisa 1284 widerfahren war. Doch musste sich Genua nach dem verlorenen Chioggia-Krieg der venezianischen Vorherrschaft, besonders im östlichen Mittelmeer, beugen. Innere Streitigkeiten zwischen Guelfen und Ghibellinen sowie wiederholte Fremdherrschaft trugen weiter zur Schwächung Genuas bei.
Die Stadt Chioggia erholte sich von den Verwüstungen des Krieges nie mehr vollständig. Sie hatte bis 1379 eine Blüte erlebt, die Venedig kaum nachstand. Die örtliche Salzindustrie, die schon vor dem Krieg in der Krise war, brach vollends zusammen und deckte nur mehr den Eigenbedarf. Die Seefahrer der Stadt beschränkten sich auf die Lagunen- und Küstenfischerei. Chioggia geriet im 15. Jahrhundert vollends unter venezianische Kontrolle.